# سیارک ۷۴۵۵
سیارک ۷۴۵۵ (به انگلیسی: 7455 Podosek، نامگذاری:1981EQ26) هفت هزار و چهارصد و پنجاه و پنجمین سیارک کشف شده‌است که در ۲ مارس ۱۹۸۱ کشف شد.
قدر مطلق سیارک برابر ۳۳.۸ است.